# Rhyscotus bicolor
Rhyscotus bicolor är en kräftdjursart som beskrevs av Barnard1924. Rhyscotus bicolor ingår i släktet Rhyscotus och familjen Rhyscotidae.

## Underarter
Arten delas in i följande underarter:
- R. b. angolae
- R. b. bicolor